# Isteren
Der Isteren ist ein 18 Kilometer langer See in der Femundsmarka in der Provinz Innlandet in Norwegen. Seine größte Tiefe beträgt 45 Meter. Die Seeoberfläche liegt 642 Meter über dem Meeresspiegel. Charakteristisch für den See sind die vielen kleineren Inseln und zahlreiche Sandstrände. Seine Temperatur ist aufgrund der geringeren Tiefe im Sommer höher als die des benachbarten Femundsee. Der See ist in Privatbesitz, weswegen auf ihm mit der Angelerlaubnis der Gemeinde nicht geangelt werden darf. Der Hauptzufluss ist die aus dem Femundsee kommende Glöta. Der Abfluss aus dem See heißt Isterfossen und mündet direkt in einem weiteren See, dem Galthaen.